# Sozialer Wohnungsbau in Deutschland

Baulicher Beginn des systematischen Sozialen Wohnungsbaus in Westdeutschland nach dem Zweiten Weltkrieg: Hans Böckler beim Hammerschlag zur Grundsteinlegung der nach ihm benannten Großsiedlung („Böcklersiedlung“) in Neumünster am 5. März 1950

Als sozialen Wohnungsbau bezeichnet man den staatlich geförderten Bau von Wohnungen, insbesondere für soziale Gruppen, die ihren Wohnungsbedarf nicht am freien Wohnungsmarkt decken können. Neben den persönlichen Voraussetzungen, welche die Mieter in Deutschland mit dem Wohnberechtigungsschein nachweisen müssen, gibt es eine höchstzulässige Miete (bis 2001 „Kostenmiete“, jetzt: Mietpreisbindung), wie sie im deutschen Wohnungsbindungsgesetz (WoBindG) oder vergleichbaren Landesgesetzen in Österreich geregelt ist.
Die Dauer der Bindung für preisgebundene Wohnungen – Wohnungen im Sozialen Wohnungsbau, Sozialwohnungen – ist in den Bundesländern unterschiedlich. Regelungen finden sich in den verschiedenen Wohnungsgesetzen der Bundesländer über die soziale Wohnraumförderung. Sie beträgt je nach Förderbedingung überwiegend 15 bis 25 Jahre, in München 40 Jahre. Bei Erbbaurechten an kommunalen Grundstücken sind sogar bis zu 60 Jahren möglich.

## Entwicklungen und Tendenzen

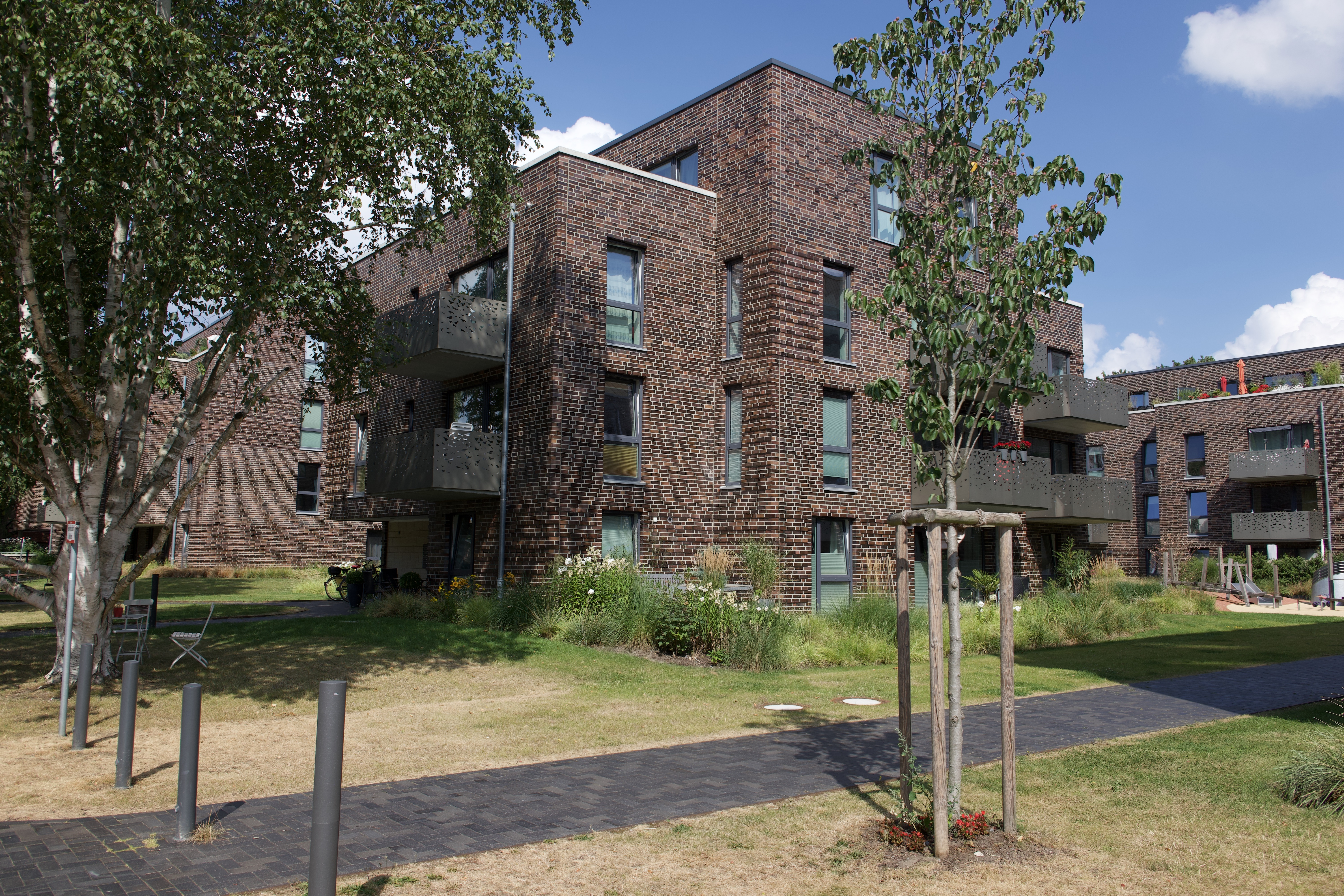
Sozialer Wohnungsbau in Deutschland 2019: Anscharpark in Kiel, gefördert von der Sozialen Wohnraumförderung Schleswig-Holstein

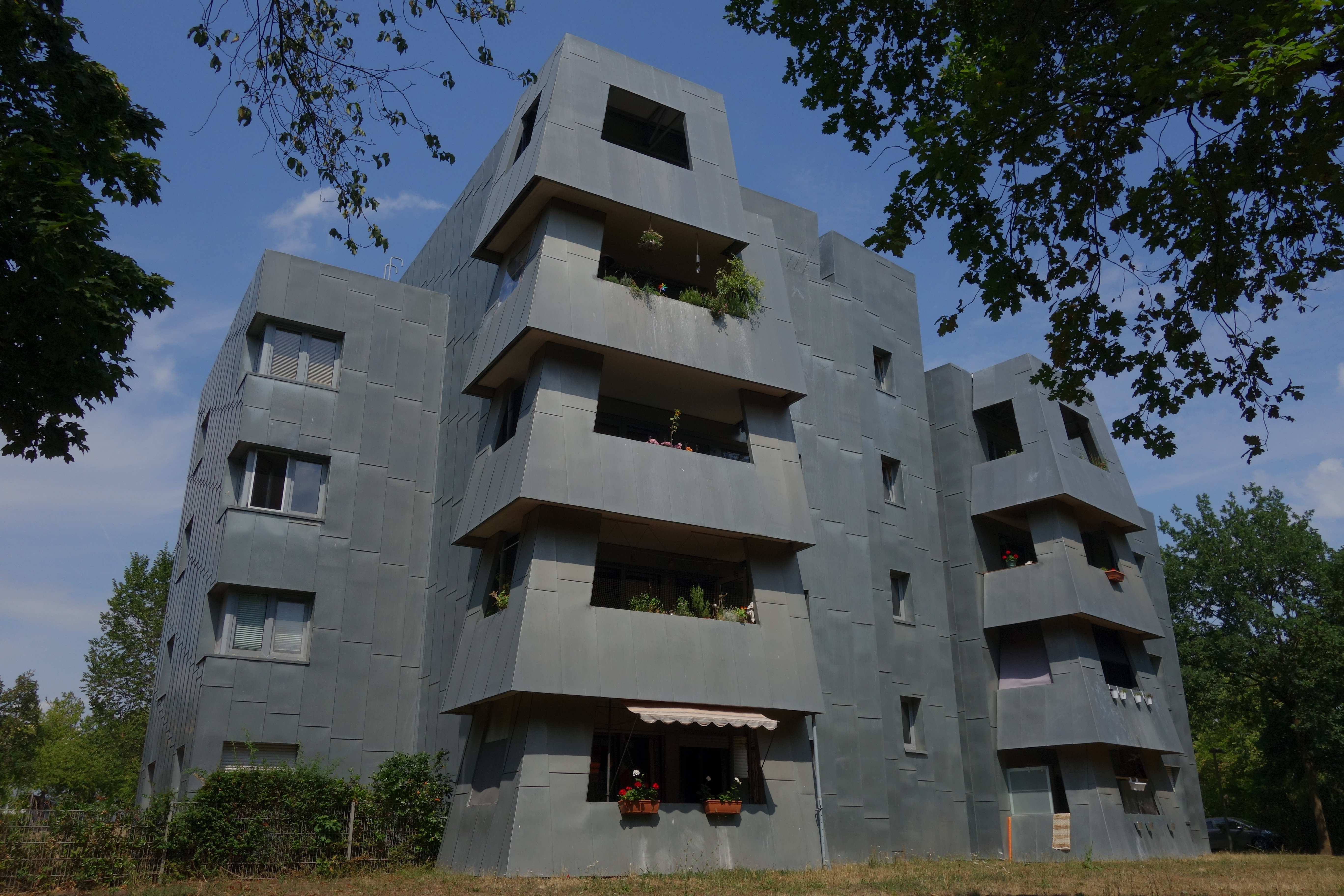
Sozialer Wohnungsbau in Frankfurt-Goldstein, entworfen vom Architekten Frank Gehry (Mitte der 1990er Jahre)

Während Deutschland in der Vergangenheit eine der qualitativen und quantitativen Hochburgen des sozialen Wohnungsbaus war, begann mit der Abschaffung der Privilegien und Bindungen der Wohnungsgemeinnützigkeit zum Jahresbeginn 1990 und dem Rückzug des Bundes aus der Förderung ein deutlicher Bedeutungsverlust des sozialen Wohnungsbaus. Die Abschaffung führte dazu, dass Sozialwohnungen auch Objekte von Privatisierungen und damit auch von Renditemaximierungsstrategien wurden.
Ende des 20. Jahrhunderts hat sich die Anzahl der Wohnungen im sozialen Wohnungsbau drastisch verringert. Gab es im Jahr 1987 noch 3,9 Millionen Sozialwohnungen in Deutschland, so verzeichnete die Volks- und Gebäudezählung Ende 2001 nur noch rund 1,8 Millionen Wohnungen. Jahr für Jahr verlieren ca. 100.000 Wohnungen ihren Status als Sozialwohnung. In der Vergangenheit wurden etwa ein Drittel sozial und preislich gebundene Wohnungen als Voraussetzung für eine sozial ausgleichende Wohnungspolitik angesehen. Ende 2022 gab es in Deutschland nach Angaben der Bundesregierung etwa 1,09 Millionen Sozialwohnungen.
In Berlin waren im Jahr 2006 noch 9 % im Westteil und 24 % im Ostteil der Stadt den Sozialwohnungen zuzurechnen. Dresden hat seine Bestände vollständig verkauft, und in den Großstädten von über 200.000 Einwohnern lag der kommunale Anteil im Durchschnitt bei 8 %. Während in der Vergangenheit davon ausgegangen werden konnte, dass nach der Förderfrist die kommunalen Wohnungsunternehmen ihre frei gewordenen Bestände auch weiterhin zu Mieten im unteren Marktbereich und an geringer verdienende Haushalte vermieten würden, wird diese Sicherheit durch Privatisierungen in Frage gestellt.
Die Kontroverse dreht sich insbesondere um zwei gegenteilige Positionen bei der Rolle des Staates:
- Kritiker sagen, dass private Investoren vielfach nach einer Rosinenpflückerstrategie handeln. Gute und verkäufliche Bestände werden saniert und teuer vermarktet, so dass diese Wohnungen für ärmere Bevölkerungskreise nicht mehr in Frage kommen. Ärmere Mieter seien damit auf die schrumpfenden Restbestände des sozialen Wohnungsbaus angewiesen oder müssten in schlechtere und kleinere Wohnungen umziehen. Oft müssen die gestiegenen Mieten durch Transferzahlungen (Wohngeld o. ä.) ausgeglichen werden, wodurch langfristig der Verkaufserlös für die Kommunen und andere staatliche Eigentümer geschmälert bzw. aufgezehrt wird. Innerhalb der Sozialwohnungsbestände wird ein „creaming the poor“ betrieben, wo an die „besten“ unter den Armen bevorzugt vermietet wird.[10]

- Befürworter einer Privatisierung argumentieren, dass das Interesse an entsprechenden Wohnungen immer ein Indiz für das ungenutzte Potenzial der Stadtentwicklung sei. Besser sei es, gute Wohnungen möglichst zu verkaufen und mit den erzielten Einnahmen den sozialen Wohnungsbau an anderer Stelle zu finanzieren. Die Bewohner müssten deswegen keineswegs schlechter gestellt werden. Im Idealfall ermögliche der Verkaufserlös auch Ausgaben für weitere soziale Zwecke (sogenannte doppelte Dividende). Im Übrigen sei angesichts der enormen Schuldenlasten insbesondere von Großstädten die Privatisierung sinnvoll.[9] Durch die Hochzinsphase nach der Wiedervereinigung 1989 gewann dieses Argument an Gewicht.

## Sozialer Wohnungsbau in Deutschland

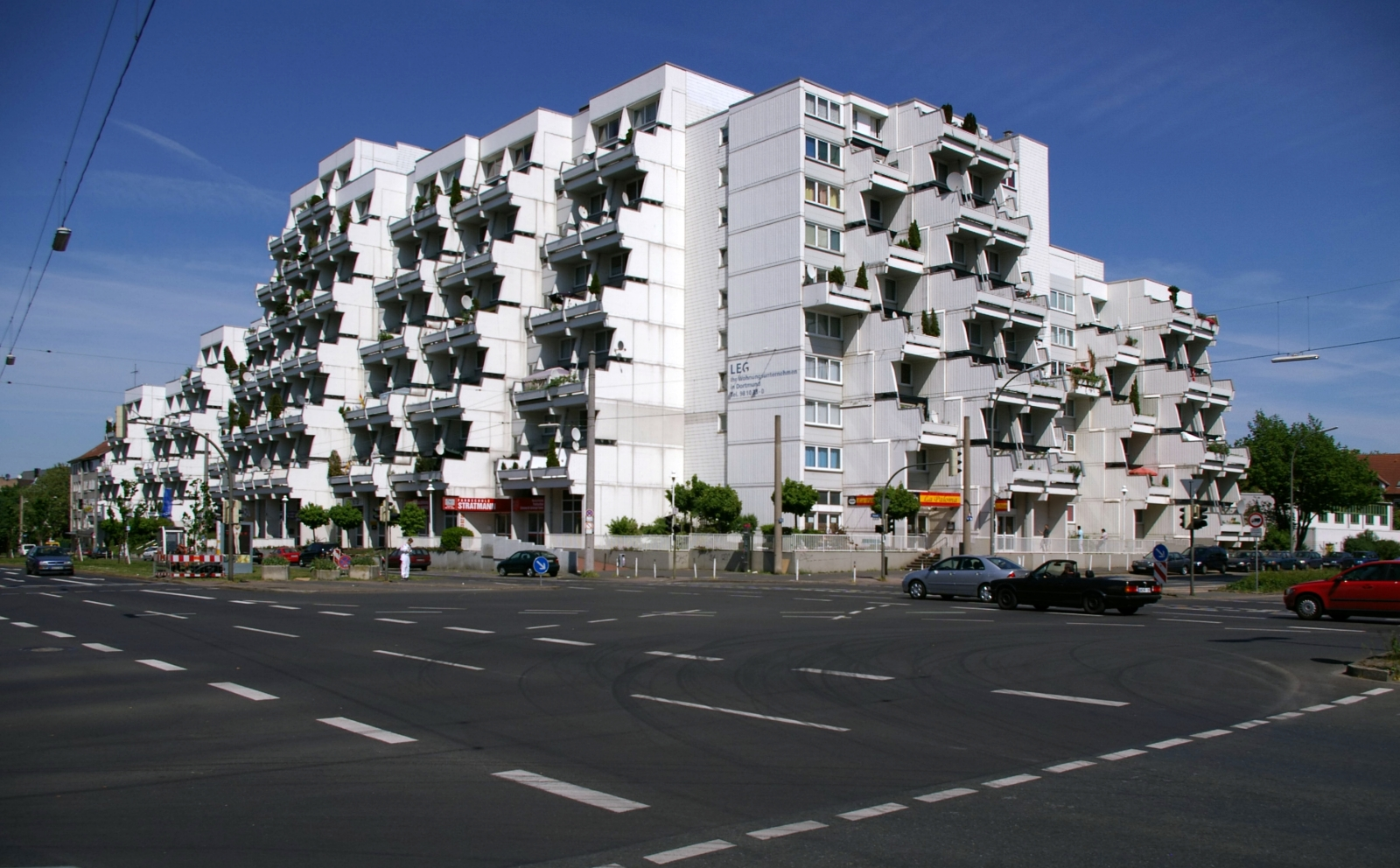
Wohnkomplex Hannibal in Dortmund

Über Jahrzehnte war die gesetzliche Grundlage in der Bundesrepublik Deutschland das 1956 verabschiedete Zweite Wohnungsbaugesetz, das als Ziel formulierte, Wohnungen zu schaffen, die nach Größe, Ausstattung und Miete oder Belastung für breite Schichten des Volkes bestimmt und geeignet sind (Zitat aus § 1 II. WoBauG). Neben der Schaffung von preisgünstigem Wohnraum wurde bereits nach dem II. WoBauG außerdem der Erwerb von selbstgenutztem Immobilieneigentum für einen breiten Bevölkerungskreis ermöglicht. Dieses Gesetz wurde zum 1. September 2001 abgelöst durch das Gesetz zur Reform des Wohnungsbaurechts. Es enthält das Gesetz über die soziale Wohnraumförderung (Wohnraumförderungsgesetz – WoFG). Es regelt den Wohnungsbau und andere Maßnahmen zur Unterstützung von Haushalten mit Mietwohnungen, einschließlich genossenschaftlichem Wohnraum, und die Bildung von selbst genutztem Wohneigentum für Haushalte, die sich am Markt nicht angemessen mit Wohnraum versorgen können. Neben der Schaffung von preisgünstigem Wohnraum soll außerdem der Erwerb von selbstgenutztem Wohneigentum für einen breiten Bevölkerungskreis ermöglicht werden.
Zur Vorbereitung und Optimierung der Wohnungsbauprogramme der Bundesrepublik Deutschland und der deutschen Länder wurden seit 1949 sogenannte „Demonstrativbauvorhaben“ durchgeführt, die im Rahmen der staatlich geförderten Bauforschung von verschiedenen Instituten begleitet und ausgewertet wurden.
Wie in vielen Ländern stellt der soziale oder öffentliche Wohnungsbau in Deutschland eine staatliche Transferleistung dar. Daneben war er bis in die 1990er Jahre mit seinen umfassenden öffentlichen Investitionen ein wichtiges Element der staatlichen Wirtschaftsbeeinflussung und der Städtebaupolitik. Mit dem Umbau der sozialen Sicherungssysteme seit Mitte der 1990er Jahre hat sich die Rolle und Funktion des sozialen oder öffentlichen Wohnungsbaus gewandelt.

### Vorgeschichte

#### Weimarer Republik

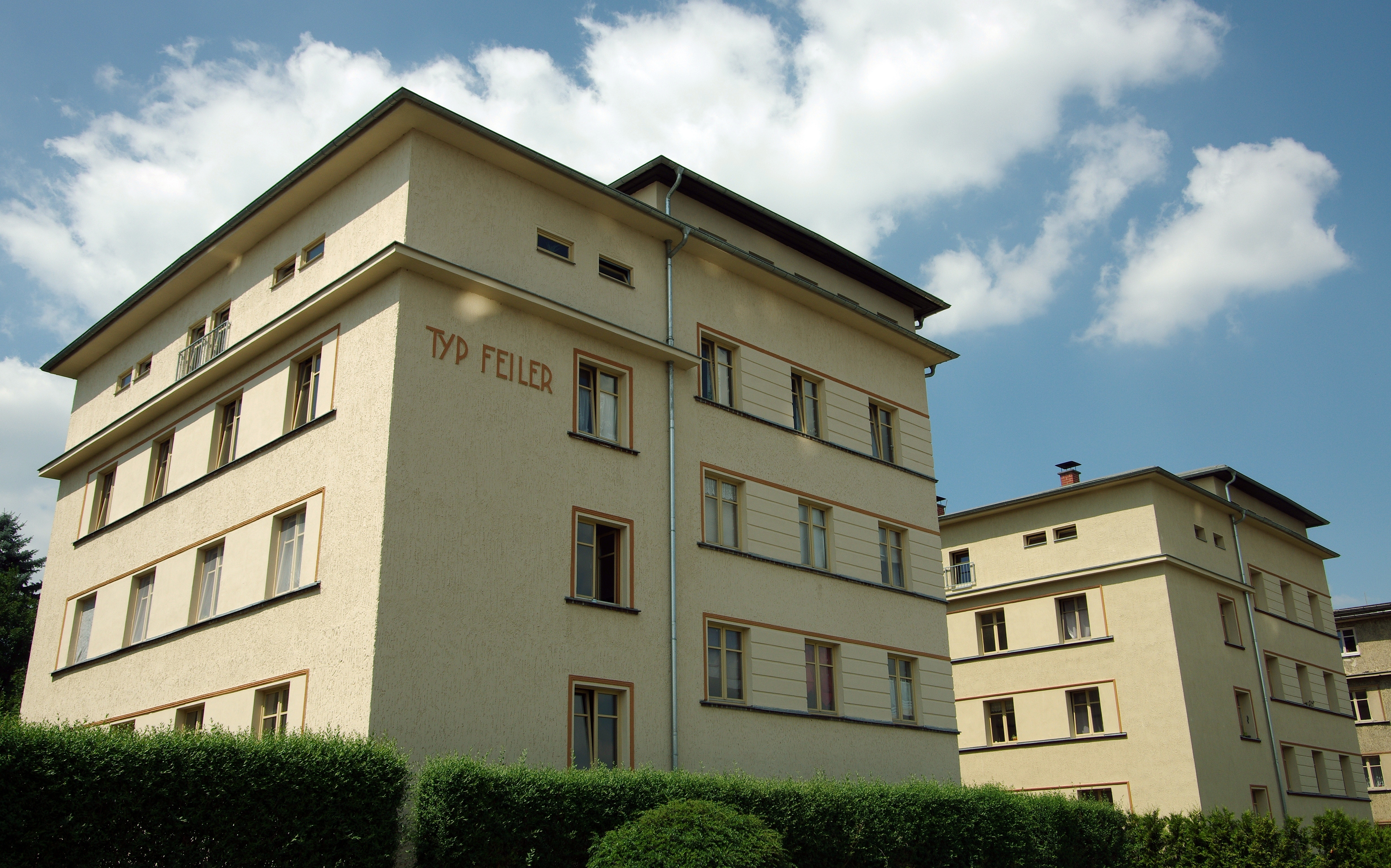
Blick auf vier in den Jahren 1930–1932 von dem Reichenbacher Architekten Curt Feiler (1875–1932) in Mylau/Vogtland als Sozialwohnungskomplex errichtete Wohntürme vom „Typ Feiler“

Der soziale Wohnungsbau in der Bundesrepublik hat seine Vorgeschichte in der Weimarer Republik. In den 1920er-Jahren entstanden in vielen deutschen Städten neue Siedlungen, die insbesondere Bevölkerungsgruppen mit kleinem Einkommen ein gesundes Wohnumfeld bieten sollte. Hintergrund war das anhaltende Wohnungselend in der Kaiserzeit insbesondere in den Arbeitervierteln. Mit Protesten bis hin zum Mietstreik oder Krawallen gegen Zwangsräumungen war im Umfeld der Arbeiterbewegung immer wieder die Forderung nach gesundem und bezahlbarem Wohnraum artikuliert worden. Doch erst nach der Novemberrevolution 1918 gab es mit dem sozialen Wohnungsbau einen Versuch, die Probleme in der Breite anzugehen. Ein wichtiges Finanzierungsinstrument war die 1924 eingeführte Hauszinssteuer.
Einige berühmte Beispiele finden sich in Berlin, etwa die Hufeisensiedlung im Stadtteil Britz oder die Wohnstadt Carl Legien in Prenzlauer Berg. Sie sind heute Teil des UNESCO-Weltkulturerbes Siedlungen der Berliner Moderne. Beim Projekt Neues Frankfurt unter der Leitung von Ernst May wurde der soziale Wohnungsbau mit einer Erneuerung der Wohnkultur verknüpft.

#### Nationalsozialismus
Die seit 1932 wegen Geldmangels zu beobachtende Abkehr von großen Mietshausbauprojekten fügte sich in die nationalsozialistische Wohnungsideologie. Zum Programm erhoben hieß es: „Wir wollen keine neuen Massenquartiere hinstellen, in denen Hunderte von Menschen zusammengepfercht werden.“ Die Kleinwohnung der Zukunft solle dagegen möglichst im „wohnlichen und dem Boden nähergerückten Kleinhaus“ erstellt werden. Durch einen „Führererlass“ wurde Robert Ley, Leiter der Deutschen Arbeitsfront (DAF), 1940 zum „Reichskommissar für den sozialen Wohnungsbau“ (RKSW) ernannt. Der RKSW hatte die Aufgabe, Vorbereitungen im deutschen Wohnungsbau für die Zeit nach dem Endsieg zu treffen. Im Führererlass wurden Vorgaben gesetzt, von der Größe der Räume bis zur Miethöhe, von der Durchführung bis Forderung nach Rationalisierung der Bauproduktion. Die DAF hatte so die Chance, Einfluss auf die Gestaltung des Nachkriegsdeutschlands zu nehmen. Der soziale Wohnungsbau sollte die erste genuin nationalsozialistische Wohnungspolitik werden. Seit 1940 wurden im Architekturbüro der DAF die ersten Grundtypen für die standardisierten Grundrisstypen vorgestellt.
Die Fortdauer des Zweiten Weltkrieges und die Bombenangriffe veränderte die Programmatik und Zielsetzung nationalsozialistischer Wohnungspolitik bzw. brachte sie zum Erliegen.

#### Nachkriegszeit

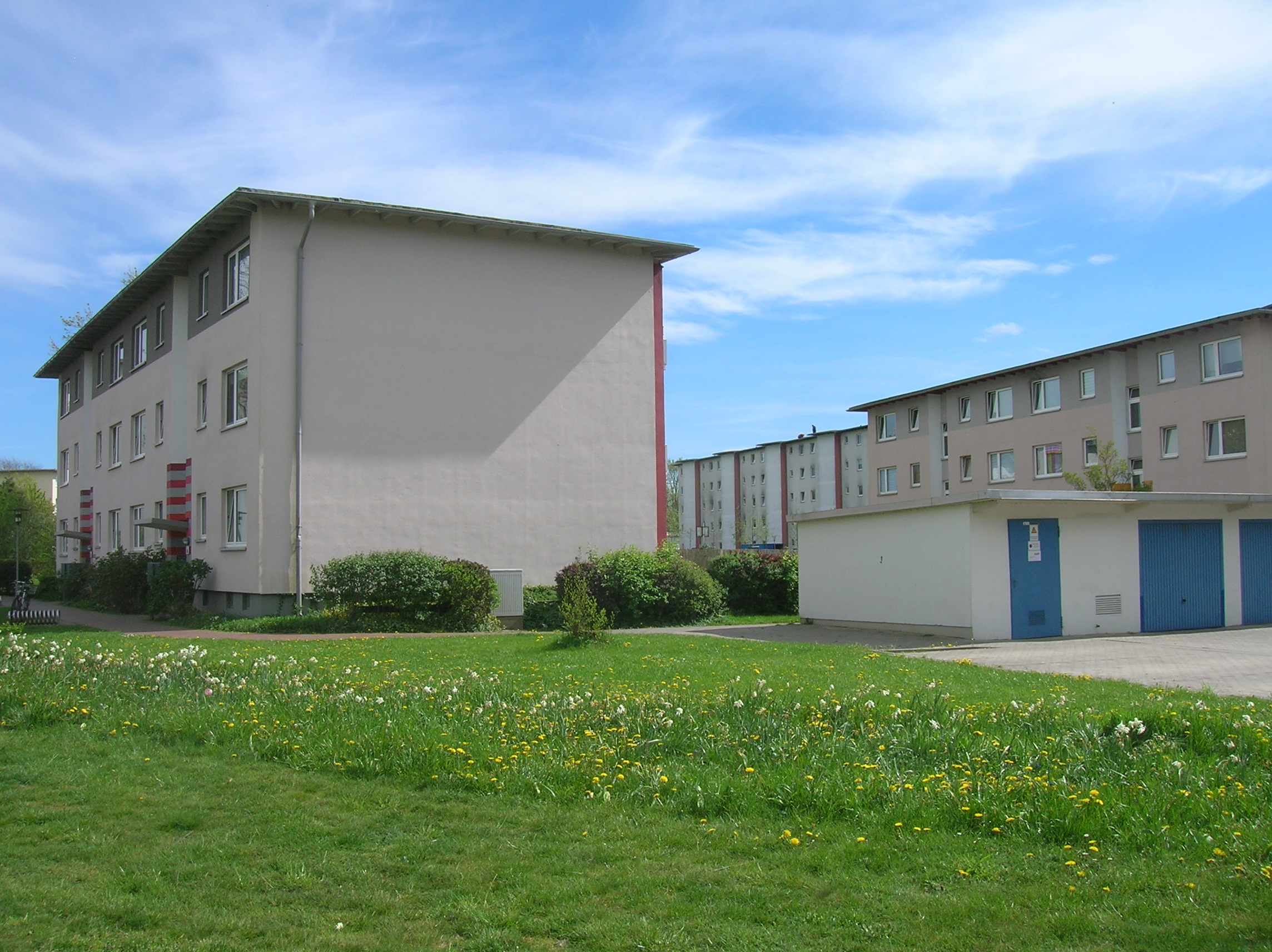
Grünhöfe in Bremerhaven, ursprünglich 2.136 Wohnungen (Neue Heimat, 1954)

Nach dem Krieg waren in Westdeutschland und West-Berlin ca. 2,34 Millionen Wohnungen zerstört, was ca. 22 % des Wohnungsbestandes des Jahres 1939 ausmachte. Der Bedarf an zu schaffendem Wohnraum wurde auf ca. 5 Millionen, ab Anfang der fünfziger Jahre auf 6,5 Millionen Wohnungen geschätzt.
Der Zustrom von Millionen Heimatvertriebenen, die daraus resultierende Wohnungsnot – und später noch das sogenannte Wirtschaftswunder – veranlassten die Verantwortlichen bereits vor der Gründung der Bundesrepublik Deutschland zu einer aktiven Wohnungspolitik. In den einzelnen Bundesländern wurden die Wohnungsbauprogramme mit unterschiedlicher Intensität, auch in Relation zu den aufzunehmenden Flüchtlingen je Region, gestartet. Zum Beispiel war in Schleswig-Holstein der Druck, im Vergleich zu den anderen westdeutschen Ländern am größten, da das Land nach dem Zweiten Weltkrieg in Relation zur vorhandenen Wohnbevölkerung deutlich mehr Flüchtlinge und Heimatvertriebene aufnehmen musste, als jedes andere westdeutsche Bundesland. Deshalb wurde bereits am 21. Februar 1946 in Kiel die Arbeitsgemeinschaft für zeitgemäßes Bauen e. V. in Kiel gegründet und mit einem entsprechenden Arbeitsauftrag ausgestattet, um die Ansätze zu einer Typisierung von Wohnungsgrundrissen, Gebäuden  und Konstruktionen, sowie alternativen Baumethoden und vereinfachten Planungsprozessen zu entwickeln und damit die Bauabläufe zu rationalisieren und zu beschleunigen und die Baukosten zu verringern. Die Vorbereitungen für den Wohnungsbau und gelenkte Wohnungsbauprogramme waren damit in Schleswig-Holstein besonders weit vorangetrieben. Als die Vertretung der ECA (= Economic Cooperation Administration = Verwaltung für wirtschaftliche Zusammenarbeit) in Europa, die für das von dem US-amerikanischen Außenminister George C. Marshall 1947 initiierte ERP (= European Recovery Program = Europäisches Wiederaufbau-Programm, den sogenannten „Marshall Plan“) zuständig war, im Sommer 1949 die verschiedenen deutschen Organisationen und Verbände aufforderte, geeignete Vorschläge zu machen, wie man unter Einsatz von Marshall-Plan-Geldern den Flüchtlingen in Deutschland helfen könnte, wurde aus diesen Gründen auch das erste systematische, einheitliche und zentral gelenkte Wohnungsbauprogramm in Westdeutschland nach dem Krieg, das ERP-Sonderprogramm „Bau von 10.000 Flüchtlingswohnungen“ unter Führung der Deutschen Gewerkschaften in Schleswig-Holstein realisiert. Die Grundsteinlegung des Sonderprogramms fand am 5. März 1950 durch Hans Böckler in der dann später nach ihm benannten Siedlung („Böcklersiedlung“) in Neumünster als größtem Einzelbauvorhaben des Sonderprogramms statt. Die Grundsteinlegung dieses ersten Projektes des Sonderprogramms auf der Großbaustelle in Neumünster gilt daher als baulicher Beginn des systematischen Sozialen Wohnungsbaus in der Bundesrepublik Deutschland nach dem Zweiten Weltkrieg.
Die politischen Rahmenbedingungen für den Wohnungsbau in der Bundesrepublik Deutschland mündeten dann in das I. (1950) und II. (1956) Wohnungsbaugesetz. In der DDR blieb der Wohnungsbau staatlich organisiert.

#### Nationalsozialistischer Ursprung des Begriffs
Der Ursprung des Begriffs „sozialer Wohnungsbau“ ist nicht eindeutig geklärt. Tilman Harlander und Gerhard Fehl verweisen auf einen nationalsozialistischen Ursprung des Begriffs. Er sollte den überkommenen Begriff des „Volkswohnungsbaus“ aus der Zeit des Kaiserreichs ersetzen und diente als Kampfbegriff der Deutschen Arbeitsfront, die ihn im Sinne eines „vorbildlichen Sozialstaates“ verwendete. In der DDR, deren Planwirtschaft weder einen Wohnungsmarkt noch den Bau von Mietwohnungen durch private Unternehmer kannte, erübrigte sich die Verwendung des Worts. Im Westdeutschland der Nachkriegszeit wurde der Begriff weiter verwendet.

### Vom sozialen Wohnungsbau zur sozialen Wohnraumförderung
Aus einer Tradition der Wohnungsreform und des öffentlichen Wohnungsbaus der Weimarer Republik und seinen beeindruckenden qualitativen Ergebnissen des modernen Bauens („Neues Bauen“) entstanden nach dem Zweiten Weltkrieg zwei Entwicklungsstränge.
- Ein staatlicher Massenwohnungsbau in der DDR, der über drei Qualitätsperioden vom Bauen in der nationalen Tradition (1950er Jahre) über eine Phase der internationalen Moderne (1960er Jahre) zum massenhaften Plattenbau in Neubaugebieten und den Innenstädten führte.
- Der soziale Wohnungsbau der Bundesrepublik war dagegen von Anfang an durch ein Nebeneinander von Wohnungsbaugenossenschaften und der Förderung des Wohnungseigentums für die im Gesetz beschriebenen Gruppen und häufig in Kombination mit der steuerlichen Förderung durch die Wohnungsgemeinnützigkeit gekennzeichnet.[24] Für den Mietwohnungsbau, der anfangs als Lückenschließung von Kriegsbrachen, später aus Neubau auf der grünen Wiese und seit den 1970er Jahren auch als Ersatzneubau in Stadterneuerungsgebieten durchgeführt wurde, waren anfangs städtische Gesellschaften die wichtigsten Akteure; sie übernahmen eine wichtige stadt- und sozialpolitische Rolle.

Seit den 1980er Jahren wurden die Länderprogramme zunehmend für private Investoren geöffnet. Zudem wurden die Bestände der Privatisierung zugeführt, zum Beispiel durch Landesentwicklungsgesellschaften.
Der soziale Wohnungsbau nach dem II. Wohnungsbauförderungsgesetz und nach dem Gesetz über die soziale Wohnraumförderung ist prinzipiell als ein Vertrags- und Finanzierungsinstrument organisiert. Durch unterschiedliche Formen von Subventionen (Baukosten- und Aufwendungszuschüsse, Zinsverbilligung) werden die Mieten unter die Kostenmiete gesenkt und dadurch für die berechtigten unteren Einkommensgruppen geöffnet. Bedingt durch die Laufzeit der Verträge fallen die Bestände des sozialen Wohnungsbaus nach einigen Jahrzehnten dem allgemeinen, durch die Mietengesetzgebung regulierten Markt zu. Dadurch verringert sich der Bestand, seitdem der neu hinzukommende soziale Wohnungsbau deutlich verringert wurde. Eine deutsche Spezialität im europäischen Vergleich ist die Existenz eines quasi sozialen Wohnungsbaus kommunaler Wohnungsbestände. Sie liegen rechtlich außerhalb der Regelungen des sozialen Wohnungsbaus, unterliegen oft faktisch aber ähnlichen Miet- und Belegungsregelungen aufgrund politischer Entscheidungen ihrer öffentlichen Gesellschafter. Dieser quasi soziale Wohnungsbau umfasst jeweils große Teile des komplexen Wohnungsbaus der DDR sowie der aus den Bindungen gefallenen früheren Bestände nach Ende der Bindungsfristen.
Dieser frühere soziale Wohnungsbau wurde im Jahr 2001 durch ein wohnungspolitisches Förderinstrumentarium des Bundes und der Länder abgelöst, das aus mehreren Handlungsebenen besteht. Einen Anteil am Niedergang des sozialen Wohnungsbaus in der Bundesrepublik und der Neugestaltung und -organisation der Wohnraumförderung hatte auch die „Neue Heimat-Affäre“ ab 1982 mit ihren Folgen.
In den Jahren 2004–2019 hat sich durch das Auslaufen zeitlich limitierter Sozialwohnungsbindung der verfügbare Bestand an Sozialwohnung laut dem Handelsblatt jedoch halbiert, obwohl der Wohnungsbau insgesamt sich auf einem zunehmenden Trend befindet (Stand 2020). Diese Problematik wird von der Opposition und Teilen der deutschen Presse kritisiert.

### Soziale Wohnraumförderung
| \| Jahr \| Sozialwohnungen \| \| ---- \| -------------------- \| \| 2006 \| 2.094.170 \| \| 2007 \| 2.033.900 \| \| 2008 \| 1.906.140 \| \| 2009 \| 1.805.562 \| \| 2010 \| 1.662.147 \| \| 2011 \| 1.490.700 \| \| 2012 \| 1.538.742 \| \| 2013 \| 1.475.234 \| \| 2014 \| 1.455.816 \| \| 2015 \| 1.330.461 \| \| 2016 \| 1.267.939 \| \| 2017 \| 1.226.347 \| \| 2018 \| 1.176.458 \| \| 2019 \| knapp 1,16 Millionen \| \| 2020 \| knapp 1,13 Millionen \| |                      |
| Gesamtbestand an gebundenen Mietwohnungen. Quelle für 2006–2018: Bundesregierung (2018: vorläufiger Stand).; Quelle für 2019–2020: tagesschau.de. |                      |
| Jahr | Sozialwohnungen      |
| 2006 | 2.094.170            |
| 2007 | 2.033.900            |
| 2008 | 1.906.140            |
| 2009 | 1.805.562            |
| 2010 | 1.662.147            |
| 2011 | 1.490.700            |
| 2012 | 1.538.742            |
| 2013 | 1.475.234            |
| 2014 | 1.455.816            |
| 2015 | 1.330.461            |
| 2016 | 1.267.939            |
| 2017 | 1.226.347            |
| 2018 | 1.176.458            |
| 2019 | knapp 1,16 Millionen |
| 2020 | knapp 1,13 Millionen |

In der Bundesrepublik gibt es Haushalte, die sich aus eigener Kraft – aufgrund zu geringen Einkommens oder aufgrund sozialer Merkmale und besonderer Bedürfnisse – nicht angemessen mit Wohnraum versorgen können. Im Rahmen der sozialen Wohnraumförderung werden private Investoren und kommunale Wohnungsunternehmen dabei unterstützt, preiswerte Mietwohnungen für Haushalte mit Zugangsschwierigkeiten am allgemeinen Wohnungsmarkt bereitzustellen. Gefördert wird vor allem die Modernisierung von vorhandenem Wohnraum zu Gunsten dieser Zielgruppen und der Erwerb kommunaler Belegungsrechte im Bestand. Im Rahmen der sozialen Wohnraumförderung wird von zahlreichen Ländern und Gemeinden die Schaffung von alters- und behindertengerechtem Wohnraum gefördert.
Seit 1949 haben es deshalb alle Bundesregierungen als erforderlich angesehen, die soziale Wohnraumförderung als ein wesentliches Element einer sozial verantwortlichen Wohnungspolitik zu fördern. Bis Ende 2006 hat der Bund deshalb im Haushalt des Bundesministeriums für Verkehr, Wohnungswesen und Stadtentwicklung den Ländern zur Wahrnehmung dieser Aufgabe auf der Grundlage des Art. 104a Abs. 4 Grundgesetz (GG) in Verbindung mit dem Wohnraumförderungsgesetz (WoFG) vom 1. Januar 2002 jährliche Finanzhilfen in wechselnder Höhe zur Verfügung gestellt.
Mit dem Gesetz zur Änderung des Grundgesetzes vom 1. September 2006 („Föderalismusreform“) war mit der Neufassung des Art. 74 Abs. 1 Nr. 18 GG die soziale Wohnraumförderung in die ausschließliche Gesetzgebungskompetenz der Länder übergegangen. Soweit das Wohnraumförderungsgesetz (WoFG) des Bundes nicht durch landesrechtliche Regelungen ersetzt wurde, blieb es weiterhin gültig. Darüber hinaus war Art. 104a Abs. 4 GG a.F. gestrichen und die Wohnraumförderung auf die Länder übertragen worden. Gemäß dem neu in das Grundgesetz eingefügten Art. 143c GG und dem darauf basierenden Entflechtungsgesetz (Art. 13 des Föderalismusreform-Begleitgesetzes, BGBl. 2006 I S. 2098, 2102) standen den Ländern für die wegfallenden Finanzhilfen für die Jahre 2007 bis 2019 Kompensationsleistungen des Bundes zu. Für die Jahre 2007 bis 2013 zahlte der Bund jährlich rund 518 Mio. Euro an die Länder; danach sollte die Notwendigkeit dieser Transferleistungen überprüft werden.
Am 21. Februar 2019 wurde das Grundgesetz erneut geändert und Teile der Föderalismusreform in Bezug auf die Bundesfinanzhilfen im sozialen Wohnungsbau im Bundestag revidiert. Damit können die Länder auch nach 2019 für den Wohnungsbau wieder unterstützt werden. Die Bereitstellung von mindestens 2 Mrd. Euro zweckgebunden für den sozialen Wohnungsbau pro Jahr wurde vereinbart.
Im Rahmen des sozialen Wohnungsbaus geförderte Wohnungen dürfen für eine bestimmte Anzahl von Jahren, meist für 15 bis 25 Jahre, nur an vorgegebene Personenkreise vermietet werden. Der Bundesgerichtshof urteilte 2019, dass diese sogenannte Belegungsbindung (auch Sozialbindung genannt) nach einer vorgegebenen Zeit auslaufen muss, weil „zeitlich unbefristete Belegungsrechte“ in der 1989 eingeführten flexiblen Förderung des sozialen Wohnungsbaus nicht vorgesehen gewesen seien. In den letzten Jahrzehnten hat sich die Zahl der Sozialwohnungen in Deutschland verringert, da mehr Wohnungen aus der Sozialbindung gefallen sind als neu errichtet wurden.

### Eigentumsförderung
Die Bauliche Selbsthilfe ist ein zusätzliches Instrument im Rahmen des sozialen Wohnungsbaus, um insbesondere junge Familien beim Bau von Wohnraum zu fördern.